# If You Saw Thro' My Eyes
If You Saw Thro' My Eyes es el segundo álbum de estudio del músico británico Ian Matthews. Fue publicado en mayo de 1971 a través de Vertigo/Mercury Records.

## Recepción de la crítica
Billboard comentó: “Una voz quejumbrosa y un excelente material contemporáneo son sus principales activos; se ha producido él mismo y su apoyo musical es impecable”.

## Lista de canciones
Todas las canciones escritas y compuestas por Ian Matthews, excepto donde esta anotado.
Lado uno
1. «Desert Inn» – 3:27
2. «Hearts» – 3:01
3. «Never Ending» – 2:52
4. «Reno Nevada» (Richard Fariña) – 4:42
5. «Little Known» – 2:51
6. «Hinge I» – 1:25

Lado dos
1. «Hinge II» – 0:27
2. «Southern Wind» – 3:09
3. «It Came Without Warning» (Jerry Burnham, Allan Jacobs) – 3:44
4. «You Couldn't Lose» – 3:34
5. «Morgan the Pirate» (Fariña) – 6:42
6. «Thro' My Eyes» – 2:34

## Posicionamiento
| Gráfica (1971)                                        | Pico de posición |
| ----------------------------------------------------- | ---------------- |
| Australia (Kent Music Report)                         | 31               |
| Estados Unidos (Billboard Bubbling Under the Top LPs) | 213              |